# Ocupación británica de Manila
La ocupación británica de Manila se produjo entre 1762 y 1764, cuando la capital de Filipinas, Manila y el principal puerto cercano, Cavite, fueron ocupados durante 20 meses.
Sin embargo, la resistencia feroz e inesperada del gobierno provisional creado por los miembros de la Real Audiencia de Manila y sus aliados nativos impidieron a las fuerzas de ocupación británica la expansión a otras partes del Archipiélago, como se había previsto inicialmente. Después de varios ataques sin éxito fuera de Manila, el capitán Thomas Backhouse, que ejercía el mando militar de Manila, concluyó la presentación de informes al secretario en Guerra afirmando que «el enemigo [los españoles] se encontraba en plena posesión del país».

## Antecedentes
En ese momento, Gran Bretaña y Francia estaban en guerra, en lo que se llamó más tarde la guerra de los Siete Años. A medida que la guerra avanzaba, el Gobierno español, neutral, se preocupó porque la cadena de grandes derrotas francesas a manos de los británicos se había convertido en una amenaza para los intereses españoles. Gran Bretaña primero declaró la guerra a España el 4 de enero de 1762 y el 18 de enero de 1762, España emitió su propia declaración de guerra contra Gran Bretaña. Francia alcanzó un acuerdo con España, conocido como el Tercer Pacto de Familia, que se firmó el 15 de agosto de 1761. Mediante un convenio secreto auxiliar, España se comprometía a prepararse rápidamente para entrar en guerra contra Gran Bretaña.
El 6 de enero de 1762, el Consejo de Ministros británico, presidido por el primer ministro conde de Bute, acordó atacar La Habana, en el Caribe, y aprobó el plan del coronel William Draper (oficial del Ejército británico) para la toma de Manila con algunos soldados destinados en Asia. Draper era el comandante del Regimiento 79.º de Infantería, que estaba estacionado en Madrás, India. El 21 de enero de 1762, el rey Jorge III aprobó las instrucciones para Draper, haciendo hincapié en aprovechar la «guerra existente con España» para una posterior expansión mercantil.
Los británicos esperaban también que el comercio de España sufriría un «golpe demoledor» en la contienda. A su llegada a la India, Draper ascendió a general de brigada. Un comité secreto de la Compañía Británica de las Indias Orientales aprobó proporcionar un gobernador civil para la administración de las islas Filipinas, y en julio de 1762, Dawsonne Drake fue nombrado para el puesto. Manila era una de las ciudades comerciales más importantes de Asia en esa época y la Compañía quería extender su influencia sobre el archipiélago.

## Conquista de Manila

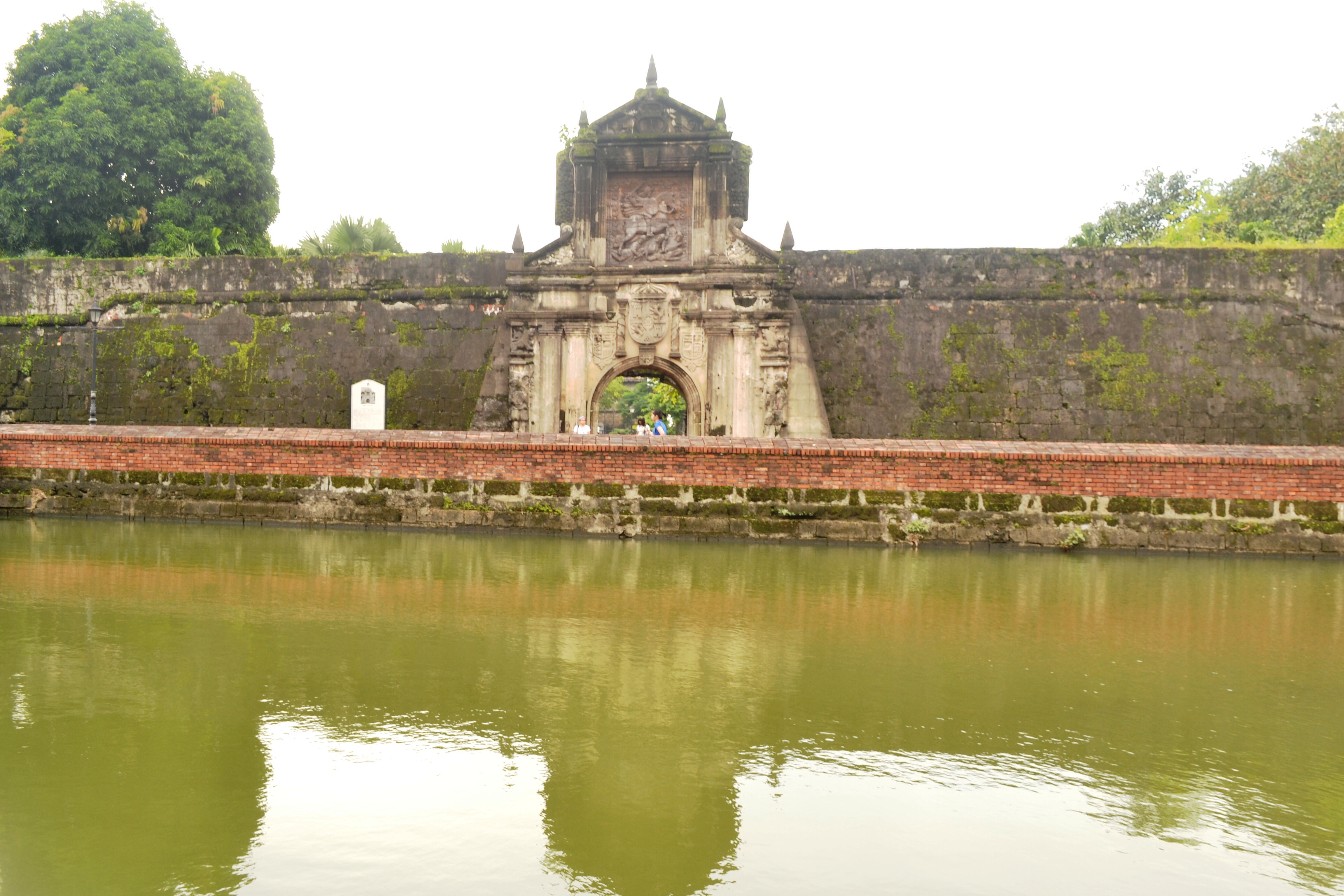
Muralla del Fuerte de Santiago.

El 1 de agosto, partió la flota de Madrás, al mando del vicealmirante Samuel Cornish. La formaban un navío de la Armada, dos barcos fletados por la Compañía Británica de las Indias Orientales y varios transportes, en los que viajaban unos dos mil setecientos hombres, de los que únicamente seiscientos eran soldados regulares. El resto era una ralea que Draper embarcó más para desembarazar a Madrás de ella que por su calidad militar. El 24 de septiembre de 1762, una flota británica integrada por ocho buques de línea, tres fragatas y cuatro buques con una fuerza de 6839 regulares, marinos w infantes de marina penetró en la bahía de Manila. La expedición, encabezada por William Draper y el vicealmirante Samuel Cornish, consiguió apoderarse de Manila, «la mayor fortaleza española en el Pacífico occidental».
El marqués de Villamediana se encargó de la defensa de la ciudad, al frente de quinientos soldados y varios millares de nativos de Pampanga. Bien cercado por los británicos, el 6 de octubre rindió la ciudad, el primer día del asalto.
La derrota española no fue realmente sorprendente. El anterior gobernador general de Filipinas, Pedro Manuel de Arandia, había muerto en 1759 y su sucesor en el cargo, el brigadier Francisco de la Torre, no había llegado a causa del ataque británico a La Habana. La Corona española nombró al arzobispo de Manila, Manuel Rojo del Río y Vieyra, vicegobernador interino. En parte porque la guarnición la mandó el arzobispo en lugar de un militar experto, los defensores cometieron muchos errores.
El 5 de octubre de 1762, la noche antes de la caída de Intramuros, los militares españoles convencieron a Rojo para que convocase un consejo de guerra. Varias veces el arzobispo quiso rendirse, pero se lo impidieron. Los británicos habían abierto una brecha en las murallas del baluarte de San Diego gracias a un intenso bombardeo, habían secado el foso, desmontado los cañones del bastión y de los dos baluartes contiguos, de San Andrés y San Eugenio, prendido fuego parte de la ciudad, y expulsado a las fuerzas españolas de las murallas. En la madrugada del 6 de octubre, las fuerzas británicas atacaron las fortificaciones a través de la brecha y encontraron poca resistencia.

«[...] El sistema defensivo de la isla acusó el fuego de la artillería enemiga dejando expedito el camino  para el asalto. Los precarios medios disponibles, así como la falta de preparación de las fuerzas del ejército, no auguraban felices resultados para los españoles. Pero más que estas deficiencias, será la actitud del gobernador la responsable de la suerte de esta plaza. Éste, que tenía más en mente  una capitulación que la organización de la lucha, convocó a la Audiencia, a los Cabildos (secular y civil) y Órdenes religiosas, que en una votación se inclinaron, mayoritariamente, por la capitulación [...]»
Carmen Martínez, página 74.

Durante el asedio los militares españoles perdieron tres oficiales, dos sargentos, cincuenta regulares y treinta civiles de la milicia, y muchos otros resultaron heridos. Entre los nativos hubo trescientos muertos y cuatrocientos heridos. Los sitiadores perdieron ciento cuarenta y siete hombres, de los cuales dieciséis eran oficiales.
La flota disparó contra la ciudad más de cinco mil bombas, y más de veinte mil bolas de cañón.

## Ocupación de Manila
Una vez que Manila cayó ante las tropas británicas, las iglesias y oficinas públicas fueron saqueadas, los objetos de valor fueron tomados y documentos históricos como los registros de los Agustinos, documentos oficiales y hasta las placas de cobre para el gran mapa del siglo XVIII Murillo Velarde de Filipinas fueron saqueadas junto con el pertrechos navales en el astillero naval de Cavite, las pinturas del Palacio del Gobernador General, el contenido de las iglesias de Intramuros y las posesiones de la mayoría de las casas ricas. Violaciones, homicidios y vandalismos también arrasaron la ciudad en lo que se conoce como la primera "Violación de Manila". Para colmo, los británicos exigieron un rescate de cuatro millones de dólares del gobierno español para detener el saqueo de la ciudad, algo a lo que el arzobispo Rojo accedió a fin de evitar una mayor destrucción.
El 2 de noviembre de 1762, Dawsonne Drake de la Compañía Británica de las Indias Orientales asumió el cargo de gobernador de Manila. Contaba con un consejo asesor de cuatro miembros: por John L. Smith, Russel Claud, Brooke Henry y Samuel Johnson. Villacorta logró escapar. Cuando Drake decidió que no estaba obteniendo los ingresos que esperaba, formó un consejo de guerra que llamó «tribunal Chottry», con poderes para encarcelar a cualquier persona que deseara. Muchos españoles, mestizos, chinos e indios fueron apresados por delitos que, según denunció el capitán Thomas Backhouse, solo Drake conocía.

### Movimiento de resistencia

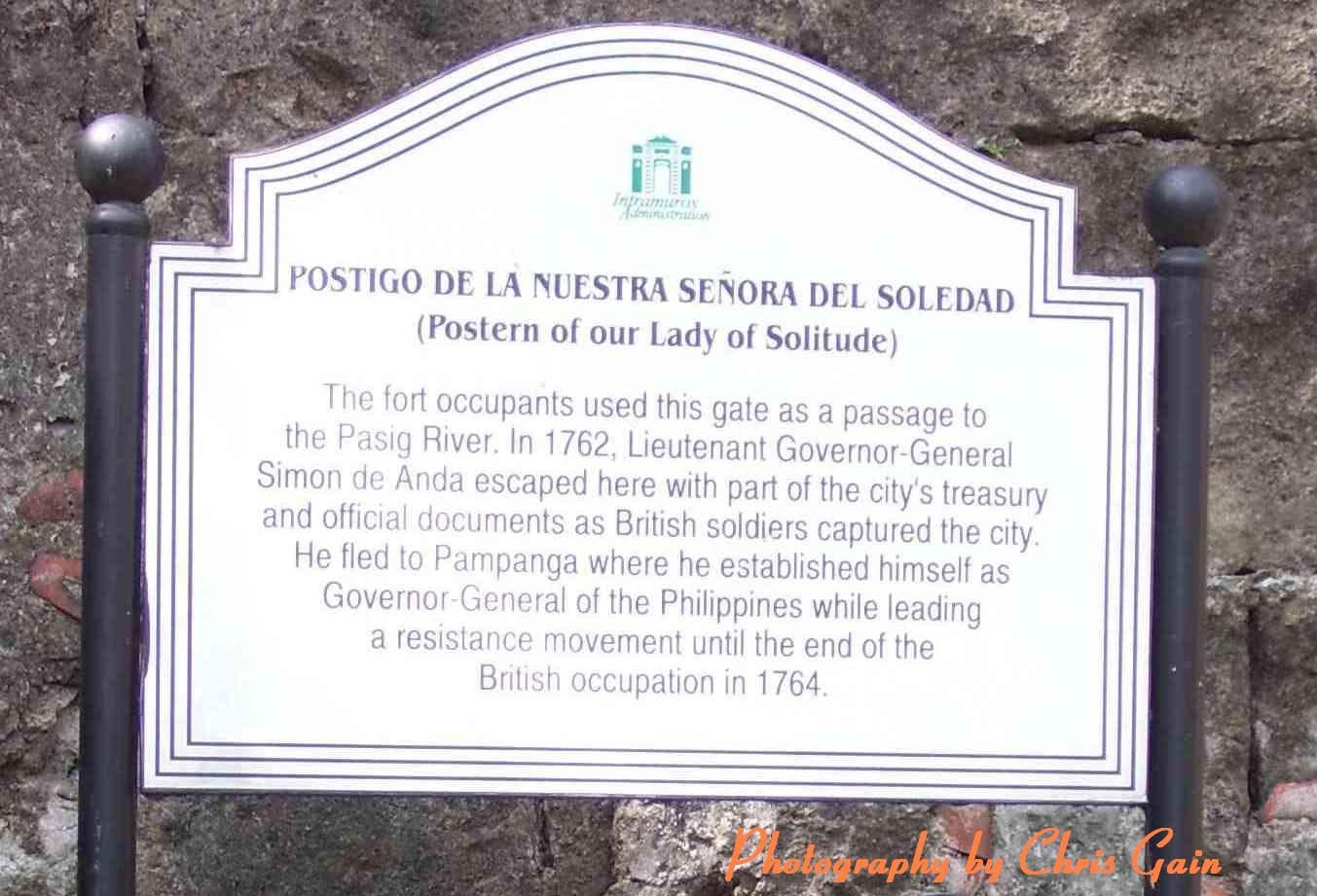
Fuerte Santiago, Manila, punto de partida de Simón de Anda y Salazar.

Mientras tanto, la Real Audiencia de Manila había organizado un consejo de guerra y enviado al oidor Simón de Anda y Salazar a la capital de la provincia de Bulacán para organizar la resistencia. La Real Audiencia también nombró a Anda teniente gobernador y oidor general. Esa noche Anda tomó una parte sustancial de la tesorería y los registros oficiales con él, saliendo del Fuerte de Santigo a través del postigo de Nuestra Señora de la Soledad, a un barco en el río Pasig, y luego a Bulacán. Se trasladó la sede de Bulacán a Bacolor en la provincia de Pampanga, localidad más segura donde obtuvo el apoyo de los Agustinos.
Anda finalmente levantó un ejército que ascendía a más de 10 000 combatientes, la mayoría de ellos nativos voluntarios, y aunque no tenían suficientes armas modernas, tuvieron éxito en mantener las fuerzas británicas confinadas dentro de Manila. El 8 de octubre de 1762 Anda comunica al arzobispo Rojo que asume el cargo de gobernador y capitán general conforme a los estatutos del Consejo de Indias, que permiten la entrega de la autoridad de gobernador a la Audiencia en los casos de motín o de invasión de fuerzas extranjeras, como era el caso. Anda, el más alto miembro no cautivo, asumió todos los poderes y exigió el sello real, petición que fue denegada por el arzobispo.
El acuerdo de entrega entre el arzobispo Rojo y el ejército británico garantizaba la religión católica y su gobierno episcopal, asegura la propiedad privada, y concedió a los ciudadanos de la antigua colonia española de los derechos de los viajes pacífica y de comercio "como súbditos británicos". Bajo control británico, Filipinas seguirá rigiéndose por la Real Audiencia, los gastos de la cual iban a ser pagados por España". Sin embargo, Anda no reconoció ninguno de los acuerdos firmados por Rojo como válidos, alegando que el arzobispo había sido obligado a firmar por la fuerza, y por lo tanto, de acuerdo con los estatutos del Consejo de Indias, no eran válidos. También se negó a negociar con los invasores hasta que fuera tratado en el marco jurídico como gobernador general de Filipinas, devolviendo a los británicos las cartas que no se le dirigieran en este sentido. Todas estas iniciativas fueron aprobadas posteriormente por el rey de España, que lo recompensó y así como a otros miembros de la Audiencia, como José Basco y Vargas, que había luchado contra los invasores.
La fuerza británica en Manila resultó insuficiente para tomar ningún control significativo y duradero fuera de la capital y fueron derrotados en todos los intentos que hicieron para ocupar otros puestos en cualquier lugar fuera de Manila. Graves desacuerdos entre Dawsonne Drake y los comandantes militares que sustituyen a Draper y a Cornualles impidieron negociaciones fructíferas con Anda o tomar una acción militar efectiva.

### Fin de la ocupación
La guerra de Siete Años terminó con el Tratado de París, firmado el 10 de febrero de 1763. En el momento de la firma del tratado, en París se desconocía que los británicos se habían adueñado de Manila y, en consecuencia, el territorio quedó englobado en la cláusula general que indicaba que todos los territorios no mencionados explícitamente en el tratado serían devueltos a la Corona española. Cuando el arzobispo Rojo falleció en enero de 1764, el ejército británico finalmente reconoció a Simón de Anda y Salazar como legítimo gobernador de Filipinas, enviándole una carta dirigida a la «Real Audiencia Gobernadora y Capitanía General», tras lo cual De Anda accedió a establecer un armisticio, a condición de que las fuerzas británicas se retiraran de Manila antes de marzo. El nuevo gobernador español, el brigadier Francisco de la Torre, llegó a las islas a mediados de ese mes, con órdenes de Londres para que Brereton y Backhouse le entregasen Manila.
Drake abandonó la ciudad el 29 de marzo y el consejo eligió gobernador interino a Alexander Dalrymple. Los británicos evacuaron la ciudad embarcándose en Manila y Cavite la primera semana de abril de 1764. El Regimiento 79 arribó a Madrás el 25 de mayo de 1765.

## Consecuencias
Diego Silang inició una revuelta contra el gobierno español en la región de Ilocos, alentado por la vulnerabilidad española; se le prometió todo tipo de ayuda militar, pero esa ayuda nunca se materializó. Silang fue asesinado más tarde por sus propios partidarios, y la revuelta se abortó después de que Gabriela Silang, su esposa, habiendo tomado el liderazgo, fuera capturada y ejecutada junto con el resto de las fuerzas rebeldes restantes.
El sultán Alimuddin, que había firmado un tratado de alianza con las fuerzas británicas después de ser liberado de la fortaleza de Santiago, en Manila, donde había sido encarcelado acusado de traición a la patria, fue llevado también por las fuerzas de evacuación, con la esperanza de que pudiera servir de ayuda a las aspiraciones de la Compañía de las Indias Orientales en el Sultanato de Sulu.
Un número de soldados indios conocido como cipayos, desertaron de las fuerzas británicas y se establecieron en Cainta (actual provincia de Rizal), lo que explica las características únicamente indias de generaciones de residentes de Cainta.
Muchas pinturas al óleo valiosas de artistas españoles del Palacio del Gobernador en Intramuros, valiosos mapas, manuscritos históricos y documentos oficiales, libros preciosos, cartas y papeles de las órdenes religiosas, junto con paquetes de materiales de primera importancia sobre las Filipinas durante el siglo XVII, fueron robados por Dawsonne Drake y su sucesor, Alexander Dalrymple, y finalmente terminaron en el Museo Británico de Londres o subastados por Sotheby's.
Usando las cartas y mapas españolas, Inglaterra comenzó su exploración del pacífico.
El conflicto sobre el pago por parte de España de la parte pendiente del rescate prometido por Rojo en los términos de la rendición, y la compensación por Gran Bretaña por los excesos cometidos por el gobernador Drake contra los residentes de Manila, continuó en Europa durante muchos años después.

### Evaluación
Aunque algunos escritores se refieren a la breve ocupación de Manila como la «ocupación británica de las Filipinas»; la realidad fue que los británicos solo fueron capaces de controlar las inmediaciones de Manila y Cavite.
Aunque los británicos aceptaron la renuncia del arzobispo Rojo el 30 de octubre de 1762, la Real Audiencia de Manila ya había nombrado a Simón de Anda y Salazar como nuevo gobernador general. Esta decisión que fue avalada por el Consejo de Indias y ratificada más tarde por el rey de España, que más tarde nombró tanto a Anda como a Basco como gobernadores generales de Filipinas. No era la primera vez que la Audiencia asumió la responsabilidad de la defensa de las Filipinas en la ausencia de un poder superior. En 1607, durante la batalla naval de Manila, asumió también temporalmente el gobierno y mantuvo la defensa de Manila y Cavite contra los holandeses.
El capitán Thomas Backhouse reconoció este hecho cuando se presentó al secretario de Guerra en Londres que «el enemigo [los españoles] se encontraban en plena posesión del país».
Francisco Leandro de Viana, el fiscal de Manila durante los 20 meses que duró la ocupación, explicó al rey de España en 1765, que «la conquista inglesa de Filipinas era solo imaginaria, ya que las fuerzas inglesas no era dueñas de ninguna tierra más allá del alcance de los cañones de Manila».